# Jeremih (album)
Jeremih – pierwszy studyjny album piosenkarza R&B Jeremiha. Był nagrywany w latach 2008–2009 w wytwórni Def Jam Recordings, a został wydany 30 czerwca 2009 Całkowita długość utworów wynosi 51 minut i 54 sekundy.

## Lista utworów
1. „That Body” – 3:54
2. „Birthday Sex” – 3:47
3. „Break Up to Make Up” – 3:47
4. „Runway” – 4:04
5. „Raindrops” – 4:33
6. „Starting All Over” – 4:38
7. „Imma Star (Everywhere We Are)” – 4:21
8. „Jumpin” – 3:19
9. „Hatin’ on Me” – 3:28
10. „My Sunshine” – 4:18
11. „My Ride” – 3:40
12. „Buh Bye” – 4:09
13. „Birthday Sex (Up-tempo)” – 3:57 (utwór dodatkowy)

## Single
- Birthday Sex (2009)
- Imma Star (Everywhere We Are) (2009)
- Break Up to Make Up (2009)
- Raindrops (2009)